# Novičarska puščava
Novinarska puščava (tudi medijska puščava) je poimenovanje za skupnost, v kateri dogajanja mediji ne pokrivajo. Izraz se je v Združenih državah Amerike pojavil po tem, ko je po letu 2000 zaprtih na stotine dnevnih in tedenskih časopisov. Glede na študijo, ki jo je leta 2018 izvedla Šola za medije in novinarstvo Univerze v Severni Karolini (UNC), več kot 1300 skupnosti v ZDA velja za medijske puščave. Za nekatere druge skupnosti, čeprav tehnično gledano niso novičarske puščave in imajo maloštevilne medije, so raziskovalci poimenovali, da jih pokrivajo »ghost newspapers«, kar bi lahko prevedli kot časopisi duhov.
Leta 2024 je Šola za novinarstvo Medill na Univerzi Northwestern objavila poročilo, v katerem je ugotovila, da ima 1561 okrožij v Združenih državah Amerike samo eno lokalno novičarsko organizacijo (npr. tiskani časopis, spletno mesto z novicami, javno radiotelevizijo ali etnični medij), medtem ko 206 okrožij nima nobene, da 55 milijonov Američanov živi v medijskih puščavah in da imajo takšna območja manj prebivalstva, so manj gosto poseljena, imajo nižje povprečne dohodke gospodinjstev, nižjo stopnjo izobrazbe prebivalcev, višjo mediano starost prebivalstva in višje stopnje revščine.
Izraz »novičarska puščava« se je uporabljal že leta 1980 za razlago splošnega značaja časopisnega poročanja in dostopnosti v Kanadi na začetku 20. stoletja ter njenega vpliva na to, kako prebivalstvo išče lokalne novice. Ta začetni kontekst je v nasprotju z uporabo izraza v 21. stoletju, ki ga uporablja predvsem kot okvir za primanjkljaje ali zmanjšanje novinarskega poročanja.
Skupno število časopisov v ZDA se je zmanjšalo z 8.891 leta 2004 na 7.112 leta 2018, kar je 1.779 manj časopisov, vključno z več kot 60 dnevnimi časopisi. Od preostalih publikacij jih je bilo približno 1.000 do 1.500 označenih za časopise duhove, potem ko so tako zelo zmanjšali poročanje, da niso mogli v celoti pokrivati svojih skupnosti.